# 侠遺伝子
侠遺伝子（OTOKOGI、おとこぎいでんし）とは、オス特異的遺伝子 PlestMID の日本における通称名。生物が進化する過程において、メスからオスが派生誕生する際の決定を行った遺伝子とされる。
産経新聞の記事によれば「OTOKOGI」に漢字を当てると1文字で「侠」だとのことである。
東大大学院の野崎久義助教授の研究グループがボルボックス目緑藻 Pleodorina starrii の精子から発見した。
2006年12月19日付けの米科学専門誌 Current Biology にて、発表された。
OTOKOGIという通称名は、野崎助教授が好きな任侠映画にちなんで命名された。